# Азербайджан на Европейских играх 2015
Азербайджан на I Европейских играх, которые прошли в июне 2015 года в столице Азербайджана, в городе Баку, был представлен 291 спортсменом. Знаменосцем сборной Азербайджана был дзюдоист Эльмар Гасымов.

## Медали

### Медалисты
| Медаль  | Спортсмен                                | Вид спорта                                          |
| ------- | ---------------------------------------- | --------------------------------------------------- |
| Золото  | Фирдовси Фарзалиев                       | Карате (до 60 кг)                                   |
| Золото  | Рафаэль Агаев                            | Карате (до 75 кг)                                   |
| Золото  | Расул Чунаев                             | Греко-римская борьба (до 71 кг)                     |
| Золото  | Ирина Зарецкая                           | Карате (до 68 кг)                                   |
| Золото  | Айхан Мамаев                             | Карате (до 84 кг)                                   |
| Золото  | Эльвин Мурсалиев                         | Греко-римская борьба (до 75 кг)                     |
| Золото  | Мария Стадник                            | Вольная борьба (до 48 кг)                           |
| Золото  | Анжела Дороган                           | Вольная борьба (до 53 кг)                           |
| Золото  | Тогрул Аскеров                           | Вольная борьба (до 65 кг)                           |
| Золото  | Хетаг Газюмов                            | Вольная борьба (до 97 кг)                           |
| Золото  | Айхан Тагизаде                           | Тхэквондо (до 68 кг)                                |
| Золото  | Милад Беиги Харчегани                    | Тхэквондо (до 80 кг)                                |
| Золото  | Радик Исаев                              | Тхэквондо (свыше 80 кг)                             |
| Золото  | Олег Степко                              | Спортивная гимнастика (брусья)                      |
| Золото  | Теймур Мамедов                           | Бокс (до 81 кг)                                     |
| Золото  | Эльвин Мамишзаде                         | Бокс (до 52 кг)                                     |
| Золото  | Лоренцо Сотомайор                        | Бокс (до 64 кг)                                     |
| Золото  | Ильхам Закиев                            | Дзюдо, паралимпизм (свыше 90 кг)                    |
| Золото  | Альберт Селимов                          | Бокс (до 60 кг)                                     |
| Золото  | Парвиз Багиров                           | Бокс (до 69 кг)                                     |
| Золото  | Абдулгадир Абдуллаев                     | Бокс (до 91 кг)                                     |
| Серебро | Рафик Гусейнов                           | Греко-римская борьба (до 80 кг)                     |
| Серебро | Сабах Шариати                            | Греко-римская борьба (до 130 кг)                    |
| Серебро | Валентин Демьяненко                      | Гребля на байдарках и каноэ (каноэ-одиночка, 200 м) |
| Серебро | Олег Степко                              | Спортивная гимнастика (многоборье)                  |
| Серебро | Фарида Азизова                           | Тхэквондо (до 67 кг)                                |
| Серебро | Олег Степко                              | Спортивная гимнастика (конь)                        |
| Серебро | Марина Дурунда                           | Художественная гимнастика (лента)                   |
| Серебро | Назакет Халилова                         | Самбо (до 52 кг)                                    |
| Серебро | Ислам Гасымов                            | Самбо (до 57 кг)                                    |
| Серебро | Амиль Гасымов                            | Самбо (до 74 кг)                                    |
| Серебро | Васиф Сафарбеков                         | Самбо (свыше 100 кг)                                |
| Серебро | Орхан Сафаров                            | Дзюдо (до 60 кг)                                    |
| Серебро | Севиль Буньятова                         | Фехтование (сабля)                                  |
| Серебро | Сабина Абдуллаева                        | Дзюдо, паралимпизм (до 57 кг)                       |
| Серебро | Хайбулла Мусалов                         | Бокс (до 75 кг)                                     |
| Бронза  | Ниязи Алиев                              | Каратэ (до 67 кг)                                   |
| Бронза  | Илаха Гасымова                           | Каратэ (до 55 кг)                                   |
| Бронза  | Эльман Мухтаров                          | Греко-римская борьба (до 59 кг)                     |
| Бронза  | Ростислав Певцов                         | Триатлон                                            |
| Бронза  | Гасан Алиев                              | Греко-римская борьба (до 66 кг)                     |
| Бронза  | Олег Степко, Пётр Пахнюк, Эльдар Сафаров | Спортивная гимнастика (командное первенство)        |
| Бронза  | Наталья Синишин                          | Вольная борьба (до 55 кг)                           |
| Бронза  | Патимат Абакарова                        | Тхэквондо (до 49 кг)                                |
| Бронза  | Джабраил Гасанов                         | Вольная борьба (до 74 кг)                           |
| Бронза  | Гаджи Алиев                              | Вольная борьба (до 61 кг)                           |
| Бронза  | Руслан Дибиргаджиев                      | Вольная борьба (до 70 кг)                           |
| Бронза  | Джамаледдин Магомедов                    | Вольная борьба (до 125 кг)                          |
| Бронза  | Олег Степко                              | Спортивная гимнастика (опорный прыжок)              |
| Бронза  | Илья Гришунин                            | Прыжки на батуте (индивидуальные прыжки)            |
| Бронза  | Тайфур Алиев                             | Бокс (до 56 кг)                                     |
| Бронза  | Магомедрасул Меджидов                    | Бокс (свыше 91 кг)                                  |
| Бронза  | Анна Алимарданова                        | Бокс (до 54 кг)                                     |
| Бронза  | Севиндж Буньятова                        | Фехтование (сабля)                                  |
| Бронза  | Яна Алексеевна                           | Бокс (до 60 кг)                                     |
| Бронза  | Закир Мислимов                           | Дзюдо, паралимпизм (свыше 90 кг)                    |

## Состав команды
Всего в заявке Азербайджана 291 спортсмен, из которых 90 человек (30,9%) натурализованные представители других стран: России (33 человека), Украины (23 человека), Беларуси (8 человек), Бразилии (5 человек), Ирана, США, Эфиопии, и пр..
 Бадминтон
1. Кянан Рзаев
2. Орхан Галандаров

 Бокс
1. Абдулгадир Абдуллаев[5]
2. Альберт Селимов[5]
3. Лоренсо Сотомайор[5]
4. Магомедрасул Меджидов[5]
5. Парвиз Багиров[5]
6. Салман Ализаде[5]
7. Тайфур Алиев[5]
8. Теймур Мамедов[5]
9. Хайбулла Мусалов[5]
10. Эльвин Мамишзаде[5]
11. Анаханым Агаева[5]
12. Анна Алимарданова[5]
13. Елена Выстропова[5]
14. Лейла Джавадлы[5]
15. Яна Алексеевна[5]

 Борьба
1. Яшар Алиев (57 кг)
2. Гаджи Алиев (61 кг)
3. Тогрул Аскеров (65 кг)
4. Руслан Дибиргаджиев (70 кг)
5. Джабраил Гасанов (74 кг)
6. Нурмагомед Гаджиев (86 кг)
7. Хетаг Газюмов (97 кг)
8. Джамаледдин Магомедов (125 кг)
9. Эльман Мухтаров (59 кг)
10. Гасан Алиев (66 кг)[6]
11. Расул Чунаев (71 кг)[6]
12. Эльвин Мурсалиев (75 кг)
13. Рафиг Гусейнов (80 кг)[6]
14. Саман Тахмасеби (85 кг)[6]
15. Орхан Нуриев (98 кг)
16. Сабах Шариати (130 кг)

 Велоспорт
1. Акшын Исмайлов
2. Орхан Мамедов
3. Максим Аверин
4. Самир Джабраилов
5. Эльчин Асадов
6. Ульфет Назарли[7]
7. Елена Павлюхина[7]

 Дзюдо
1. Орхан Сафаров (60 кг)[8]
2. Ильгар Мушкиев (60 кг)[8]
3. Ниджат Шихализаде (66 кг)[8]
4. Тарлан Керимов (66 кг)[8]
5. Рустам Оруджев (73 кг)[8]
6. Рамин Гурбанов (90 кг)[8]
7. Эльмар Гасымов (100 кг)[8]
8. Эльхан Мамедов (100 кг)[8]
9. Ушанги Кокаури (+ 100 кг)[8]

 Карате
1. Айхан Мамаев[9]
2. Ниязи Алиев[9]
3. Рафаэль Агаев[9]
4. Турал Балджанлы[9]
5. Фирдовси Фарзалиев[9]
6. Шахин Атамов[9]
7. Адиля Гурбанова[9]
8. Айтен Самедли[9]
9. Илаха Гасымова[9]
10. Ирина Зарецкая[9]
11. Нурана Алиева[9]
12. Фарида Абиева[9]

 Плавание
1. Иван Андрианов
2. Мурат Айхан
3. Дориан Фазекас
4. Камран Джафаров
5. Антон Желтяков
6. Григорий Калминский
7. Алсу Байрамова
8. Анна Манченкова
9. Юлия Стицюк

 Пляжный футбол
1. Амид Назаров
2. Асиф Зейналов
3. Вагиф Ширинбеков
4. Вусал Исмайлов
5. Зейнал Зейналов
6. Орхан Мамедов
7. Рамиль Алиев
8. Ренат Султанов
9. Сабир Аллахгулиев
10. Хикмет Багиров
11. Эльвин Гулиев
12. Эмин Кюрдов

 Самбо
1. Ислам Гасымов (57 кг)
2. Амиль Гасымов (74 кг)
3. Кянан Гасымов (90 кг)
4. Васиф Сафарбеков (+ 100 кг)
5. Назакет Халилова (52 кг)
6. Шахана Гусейнова (60 кг)
7. Фарида Гурбанова (64 кг)
8. Нармина Ализаде (68 кг)

 Стрельба
1. Руслан Лунев[10]
2. Ирада Ашумова[10]

 Тхэквондо
1. Мухаммед Мамедов (58 кг)[11]
2. Айхан Тагизаде (68 кг)[11]
3. Милад Бейги Харчегани (80 кг)[11]
4. Радик Исаев (+ 80 кг)[11]
5. Патимат Абакарова (49 кг)[11]
6. Гюнай Агакишиева (57 кг)[11]
7. Фарида Азизова (67 кг)[11]
8. Марина Тедеева (+ 67 кг)[11]

## Результаты

### Борьба
В соревнованиях по борьбе разыгрывалось 24 комплекта наград. По 8 у мужчин и женщин в вольной борьбе и 8 в греко-римской. Турнир проходил по олимпийской системе с выбыванием. В утешительный раунд попадали участники, проигравшие в своих поединках будущим финалистам соревнований. Каждый поединок состоит из двух раундов по 3 минуты, победителем становится спортсмен, набравший большее количество баллов. По окончании схватки, в зависимости от результатов в каждом из раундов спортсменам начисляются классификационные очки.
Мужчины
Греко-римская борьба
Легенда:
VT — победа на туше;
EX — борец получил 3 предупреждения за нарушение правил;
PP — победа по очкам с техническим баллом у проигравшего;
PO — победа по очкам без технического балла у проигравшего;
SP — техническое превосходство, победа по очкам с разницей более, чем в 6 баллов с техническим баллом у проигравшего;
ST — техническое превосходство, победа по очкам с разницей более, чем в 6 баллов без технического балла у проигравшего;
| Соревнование | Спортсмены       | Первый раунд                  | 1/8 финала                      | Четвертьфинал                   | Полуфинал                       | Финал                          | Место |
| Соревнование | Спортсмены       | Соперник Результат            | Соперник Результат              | Соперник Результат              | Соперник Результат              | Соперник Результат             | Место |
| ------------ | ---------------- | ----------------------------- | ------------------------------- | ------------------------------- | ------------------------------- | ------------------------------ | ----- |
| до 59 кг     | Эльман Мухтаров  | не участвовал                 | Г. Меладзе (GEO) В 3:1 (PP)     | С. А. Берге (NOR) В 3:1 (PP)    | С. Маранян (RUS) П 1:4 (SP)     | Турнир за 3-е место            | 3     |
| до 59 кг     | Эльман Мухтаров  | не участвовал                 | Г. Меладзе (GEO) В 3:1 (PP)     | С. А. Берге (NOR) В 3:1 (PP)    | С. Маранян (RUS) П 1:4 (SP)     | Р. Амоян (ARM) В 4:1 (SP)      | 3     |
| до 66 кг     | Гасан Алиев      | С. Давитая (GEO) В 3:1 (PP)   | Д. Яничич (CRO) В 3:0 (PO)      | М. Семёнов (BLR) В 3:0 (PO)     | М. Арутюнян (ARM) П 1:3 (PP)    | Турнир за 3-е место            | 3     |
| до 66 кг     | Гасан Алиев      | С. Давитая (GEO) В 3:1 (PP)   | Д. Яничич (CRO) В 3:0 (PO)      | М. Семёнов (BLR) В 3:0 (PO)     | М. Арутюнян (ARM) П 1:3 (PP)    | А. Максимович (SRB) В 3:0 (PO) | 3     |
| до 71 кг     | Расул Чунаев     | не участвовал                 | Д. Катарага (MDA) В 3:1 (PP)    | Д. Этлингер (CRO) В 3:0 (PO)    | С. Костадинов (BUL) В 4:0 (ST)  | Б. Корпаши (HUN) В 3:1 (PP)    | 1     |
| до 75 кг     | Эльвин Мурсалиев | Р. Риго (SVK) В 4:0 (ST)      | И. Пушкашу (ROU) В 3:1 (PP)     | Ч. Лабазанов (RUS) В 3:1 (PP)   | З. Датунашвили (GEO) В 3:1 (PP) | В. Немеш (SRB) В 3:1 (PP)      | 1     |
| до 80 кг     | Рафиг Гусейнов   | не участвовал                 | М. Вагнер (AUT) В 4:0 (ST)      | Д. Александров (BUL) В 4:0 (ST) | С. Чеби (TUR) В 4:0 (ST)        | Е. Салеев (RUS) П 0:3 (PO)     | 2     |
| до 85 кг     | Саман Тахмасеби  | Ф. Паризи (ITA) В 4:0 (ST)    | М. Манукян (ARM) П 0:4 (ST)     | Завершил выступление            | Завершил выступление            | Завершил выступление           | 9     |
| до 98 кг     | Орхан Нуриев     | Т. Тунусидис (SWE) В 3:1 (PP) | В. Лауринайтис (LTU) В 4:1 (SP) | И. Магомедов (RUS) П 1:3 (PP)   | Турнир за 3-е место             | Турнир за 3-е место            | 5     |
| до 98 кг     | Орхан Нуриев     | Т. Тунусидис (SWE) В 3:1 (PP) | В. Лауринайтис (LTU) В 4:1 (SP) | И. Магомедов (RUS) П 1:3 (PP)   | А. Арусаар (EST) В 3:1 (PO)     | Д. Ильдем (TUR) П 0:3 (PO)     | 5     |
| до 130 кг    | Сабах Шариати    | не проводится                 | Н. Кучмий (UKR) В 4:0 (ST)      | Я. Каджая (GEO) В 3:1 (PP)      | И. Чугошвили (BLR) В 5:0 (EX)   | Р. Каяалп (TUR) П 1:3 (PP)     | 2     |

### Велоспорт

#### Маунтинбайк
Соревнования по маунтинбайку проводилились в построенном специально для игр велопарке. Дистанция у мужчин составляла 36,7 км, а у женщин 27,9 км.
Мужчины
| Соревнование | Спортсмены     | Результат | Место | Отставание |
| ------------ | -------------- | --------- | ----- | ---------- |
| Кросс-кантри | Акшын Исмайлов | LAP       | —     | —          |
| Кросс-кантри | Орхан Мамедов  | DNF       | —     | —          |

Женщины
| Соревнование | Спортсмены     | Результат | Место | Отставание |
| ------------ | -------------- | --------- | ----- | ---------- |
| Кросс-кантри | Ульфет Назарли | DNF       | —     | —          |

### Гребля на байдарках и каноэ
Соревнования по гребле на байдарках и каноэ проходили в городе Мингечевир на базе олимпийского учебно-спортивного центра «Кюр». Разыгрывалось 15 комплектов наград. В каждой дисциплине соревнования проходили в три этапа: предварительный раунд, полуфинал и финал.
| Соревнование     | Спортсмены         | Предварительный раунд | Предварительный раунд | Предварительный раунд | Полуфинал            | Полуфинал            | Полуфинал            | Финал                | Финал                | Итоговое место       |
| Соревнование     | Спортсмены         | Заплыв                | Время                 | Место                 | Заплыв               | Время                | Место                | Время                | Место                | Итоговое место       |
| ---------------- | ------------------ | --------------------- | --------------------- | --------------------- | -------------------- | -------------------- | -------------------- | -------------------- | -------------------- | -------------------- |
| K-1, 1000 метров | Тамерлан Мустафаев | 1                     | 3:58,144              | 8                     | Завершил выступление | Завершил выступление | Завершил выступление | Завершил выступление | Завершил выступление | Завершил выступление |
| C-1, 1000 метров | Тарас Матвийчук    | 1                     | 4:04,220              | 4 (Q)                 | 1                    | 3:48,150             | 5                    | Завершил выступление | Завершил выступление | Завершил выступление |

### Карате
Соревнования по карате проходили в Бакинском кристальном зале. В каждой весовой категории принимали участие по 8 спортсменов, разделённых на 2 группы. Из каждой группы в полуфинал выходили по 2 спортсмена, которые по системе плей-офф разыгрывали медали Европейских игр.
Мужчины
| Соревнование | Спортсмены         | Групповой этап              | Групповой этап            | Групповой этап                | Групповой этап | 1/2 финала            | Финал                  | Итоговое место       |
| Соревнование | Спортсмены         | 1 поединок                  | 2 поединок                | 3 поединок                    | Место          | 1/2 финала            | Финал                  | Итоговое место       |
| ------------ | ------------------ | --------------------------- | ------------------------- | ----------------------------- | -------------- | --------------------- | ---------------------- | -------------------- |
| До 60 кг     | Фирдовси Фарзалиев | Группа A                    | Группа A                  | Группа A                      | Группа A       | Э. Павлов (MKD) В 8:0 | Л. Мареска (ITA) В 4:0 | 1                    |
| До 60 кг     | Фирдовси Фарзалиев | М. Гомес Гарсия (ESP) В 2:0 | Л. Мареска (ITA) В 4:2    | Х. Маркеши (ALB) В 6:0        | 1 (Q)          | Э. Павлов (MKD) В 8:0 | Л. Мареска (ITA) В 4:0 | 1                    |
| До 67 кг     | Ниязи Алиев        | Группа A                    | Группа A                  | Группа A                      | Группа A       | Б. Уйгур (TUR) П 1:4  | За 3-е место           | 3                    |
| До 67 кг     | Ниязи Алиев        | И. Ткебучава (GEO) В 2:0    | С. да Коста (FRA) В 3:1   | М. Расеро Руис (ESP) В 2:0    | 1 (Q)          | Б. Уйгур (TUR) П 1:4  | Р. Гиглер (GER) В 3:1  | 3                    |
| До 75 кг     | Рафаэль Агаев      | Группа A                    | Группа A                  | Группа A                      | Группа A       | Н. Бич (GER) В 1:0    | Л. Буза (ITA) В 1:0    | 1                    |
| До 75 кг     | Рафаэль Агаев      | И. Никулин (UKR) В 3:0      | Э. Эльтемур (TUR) П 3:5   | Р. Садыков (LAT) В 3:1        | 2 (Q)          | Н. Бич (GER) В 1:0    | Л. Буза (ITA) В 1:0    | 1                    |
| До 84 кг     | Айхан Мамаев       | Группа B                    | Группа B                  | Группа B                      | Группа B       | А. Карачи (KOS) В 6:1 | М. Цанос (GRE) В 1:1   | 1                    |
| До 84 кг     | Айхан Мамаев       | М. Цанос (GRE) Н 0:0        | Я. Горуна (UKR) В 6:3     | К. Гриллон (FRA) В 6:2        | 2 (Q)          | А. Карачи (KOS) В 6:1 | М. Цанос (GRE) В 1:1   | 1                    |
| Свыше 84 кг  | Шахин Атамов       | Группа B                    | Группа B                  | Группа B                      | Группа B       | Завершил выступление  | Завершил выступление   | Завершил выступление |
| Свыше 84 кг  | Шахин Атамов       | Э. Эркан (TUR) П 1:10       | М. Нестровски (MKD) П 3:5 | С. Маргаритопулос (GRE) П 0:2 | 4              | Завершил выступление  | Завершил выступление   | Завершил выступление |
| Ката         | Турал Балджанлы    | Группа B                    | Группа B                  | Группа B                      | Группа B       | Завершил выступление  | Завершил выступление   | Завершил выступление |
| Ката         | Турал Балджанлы    | М. Якан (TUR) П 0:5         | М. Дак (FRA) П 0:5        | А. Гута (ROU) В 5:0           | 3              | Завершил выступление  | Завершил выступление   | Завершил выступление |

Женщины
| Соревнование | Спортсмены      | Групповой этап            | Групповой этап            | Групповой этап           | Групповой этап | 1/2 финала             | Финал                        | Итоговое место        |
| Соревнование | Спортсмены      | 1 поединок                | 2 поединок                | 3 поединок               | Место          | 1/2 финала             | Финал                        | Итоговое место        |
| ------------ | --------------- | ------------------------- | ------------------------- | ------------------------ | -------------- | ---------------------- | ---------------------------- | --------------------- |
| До 50 кг     | Нурана Алиева   | Группа A                  | Группа A                  | Группа A                 | Группа A       | Завершила выступление  | Завершила выступление        | Завершила выступление |
| До 50 кг     | Нурана Алиева   | Б. Планк (AUT) П 0:1      | С. Озчелик (TUR) П 0:6    | М. Берулеч (CRO) П 0:3   | 4              | Завершила выступление  | Завершила выступление        | Завершила выступление |
| До 55 кг     | Илаха Гасымова  | Группа B                  | Группа B                  | Группа B                 | Группа B       | Э. Туй (FRA) П 1:6     | За 3-е место                 | 3                     |
| До 55 кг     | Илаха Гасымова  | Д. Уорлинг (LUX) В 4:0    | Т. Якан (TUR) В 1:0       | Е. Ковачевич (CRO) П 0:1 | 2 (Q)          | Э. Туй (FRA) П 1:6     | К. Феррер Гарсия (ESP) В 5:2 | 3                     |
| До 61 кг     | Фарида Абиева   | Группа B                  | Группа B                  | Группа B                 | Группа B       | Завершила выступление  | Завершила выступление        | Завершила выступление |
| До 61 кг     | Фарида Абиева   | И. Суханкова (SVK) Н 2:2  | А. Ленард (CRO) П 0:6     | М. Чобан (TUR) П 1:2     | 4              | Завершила выступление  | Завершила выступление        | Завершила выступление |
| До 68 кг     | Ирина Зарецкая  | Группа A                  | Группа A                  | Группа A                 | Группа A       | М. Ракович (MNE) В 1:0 | А.Т. Бухингер (AUT) В 8:1    | 1                     |
| До 68 кг     | Ирина Зарецкая  | К. Вискаино (ESP) В 6:1   | А.Т. Бухингер (AUT) П 0:4 | В. Панециду (GRE) В 1:0  | 2 (Q)          | М. Ракович (MNE) В 1:0 | А.Т. Бухингер (AUT) В 8:1    | 1                     |
| Свыше 68 кг  | Айтан Самадли   | Группа A                  | Группа A                  | Группа A                 | Группа A       | Завершила выступление  | Завершила выступление        | Завершила выступление |
| Свыше 68 кг  | Айтан Самадли   | М. Мартинович (CRO) П 1:2 | Н. Аит Ибраим (FRA) П 0:5 | Х. Антунович (SWE) П 1:9 | 4              | Завершила выступление  | Завершила выступление        | Завершила выступление |
| Ката         | Адиля Гурбанова | Группа B                  | Группа B                  | Группа B                 | Группа B       | Завершила выступление  | Завершила выступление        | Завершила выступление |
| Ката         | Адиля Гурбанова | Я. Блойль (GER) П 0:5     | Д. Бозан (TUR) П 0:5      | В. Киук (CRO) П 0:5      | 4              | Завершила выступление  | Завершила выступление        | Завершила выступление |

### Триатлон
Соревнования по триатлону состояли из 3 этапов — плавание (1,5 км), велоспорт (40 км), бег (9,945 км).
Мужчины
| Соревнование | Спортсмены        | Плавание | Смена | Велоспорт | Смена | Бег   | Итоговое время | Место | Отставание |
| ------------ | ----------------- | -------- | ----- | --------- | ----- | ----- | -------------- | ----- | ---------- |
| Мужчины      | Ростислав Певцов  | 19:30    | 0:42  | 57:44     | 0:28  | 30:40 | 1:49:04        | 3     | +0:33      |
| Мужчины      | Александр Ятченко | 21:44    | 0:46  | DNF       | DNF   | DNF   | —              | —     | —          |

Женщины
| Соревнование | Спортсмены        | Плавание | Смена | Велоспорт | Смена | Бег   | Итоговое время | Место | Отставание |
| ------------ | ----------------- | -------- | ----- | --------- | ----- | ----- | -------------- | ----- | ---------- |
| Женщины      | Ксения Левковская | 21:36    | 0:54  | 1:05:25   | 0:30  | 37:22 | 2:05:47        | 17    | +5:19      |

### Тхэквондо
Соревнования по тхэквондо проходят по системе с выбыванием. Для победы в турнире спортсмену необходимо одержать 4 победы. Тхэквондисты, проигравшие по ходу соревнований будущим финалистам, принимают участие в утешительном турнире за две бронзовые медали.
Мужчины
| Категория | Спортсмены     | Первый раунд           | Четвертьфинал           | Полуфинал                | Финал                 | Место |
| Категория | Спортсмены     | Соперник Результат     | Соперник Результат      | Соперник Результат       | Соперник Результат    | Место |
| --------- | -------------- | ---------------------- | ----------------------- | ------------------------ | --------------------- | ----- |
| до 68 кг  | Айхан Тагизаде | Ю. Пантар (SLO) В 11:3 | Х. Гонсалес (ESP) В 7:5 | А. Денисенко (RUS) В 7:5 | К. Робак (POL) В 10:9 | 1     |